# 알바니아 공국
알바니아 공국(알바니아어: Principata e Shqipërisë)은 1914년부터 1925년까지 현재의 알바니아에 존재했던 공국이다.
1913년 5월 30일에 체결된 런던 조약에 따라 알바니아는 오스만 제국으로부터 독립했다. 1914년 2월 21일에 비트의 빌헬름이 알바니아의 대공 비디(Vidi)로 즉위했다. 1925년 1월 31일에 공화정이 수립되면서 소멸되었다.